# Mélanippe (Amazone)
Pour les articles homonymes, voir Mélanippe.
Mélanippe (en grec ancien Μελανίππη, Melaníppē) est une Amazone de la mythologie grecque qui apparaît dans plusieurs œuvres littéraires grecques antiques et réapparaît dans les œuvres inspirées de cette mythologie après l'Antiquité.

## Dans les arts antiques
Chez plusieurs auteurs dont Diodore de Sicile,, Mélanippe est présentée comme une fille du dieu de la guerre Arès. Elle est la sœur des Amazones Hippolyte, Antiope et Penthésilée. Lors de ses douze travaux, le héros grec Héraclès, à qui Eurysthée a réclamé la ceinture de la reine Hippolyte, capture Mélanippe et la retient en otage afin de contraindre Hippolyte à lui céder sa ceinture en échange de la libération de sa sœur.
Chez le Pseudo-Apollodore, Mélanippe est enlevée par le héros athénien Thésée qui l'épouse.

## Après l'Antiquité
En 1749, la dramaturge française Anne-Marie du Boccage crée une tragédie à sujet mythologique intitulée Les Amazones, où elle s'inspire des auteurs antiques pour mettre en scène des intrigues politiques et amoureuses au royaume des Amazones, après une bataille au cours de laquelle elles ont capturé Thésée. Dans cette pièce, Mélanippe apparaît en tant que personnage secondaire. C'est une Amazone particulièrement farouche, qui déteste et craint Thésée, car elle sent que le héros peut semer un trouble amoureux dans le cœur de la reine Orithie, alors que les lois des Amazones proscrivent l'amour des hommes.